# Oohkotokia
Oohkotokia is een geslacht van plantenetende ornithischische dinosauriërs, behorend tot de groep van de Ankylosauria, dat tijdens het late Krijt leefde in het gebied van het huidige Noord-Amerika. De enige benoemde soort is Oohkotokia horneri.

## Vondst en naamgeving
In 1986 en 1987 groef een team van het Museum of the Rockies op vindplaats TM-034, ten noordwesten van Cut Bank, Montana, fossiel materiaal op van ankylosauriërs. De vondst stelde de onderzoekende paleontologen voor grote problemen. Op een oppervlakte van zes bij vier meter werden twee concentraties van losliggende beenderen aangetroffen die ongeveer drie meter van elkaar gescheiden waren. De eerste concentratie leek botten van een ankylosauride te bevatten, de tweede die van een nodosauride. Het was dus mogelijk dat het twee individuen van twee aparte soorten betrof. De tweede concentratie is in 1990 toegewezen aan de nodosauride Edmontonia rugosidens (= Chassternbergia). Aan de andere kant waren er geen duidelijk overlappende elementen. Dat suggereerde dat het om één individu ging dat dan zowel kenmerken van de Ankylosauridae als de Nodosauridae vertoonde. Op mogelijkheid wees ook het feit dat geen van beide concentraties eenduidig bij al bekende ankylosauride of nodosauride soorten onder te brengen waren hoewel er daarvan verschillende in dezelfde formatie te vinden zijn.

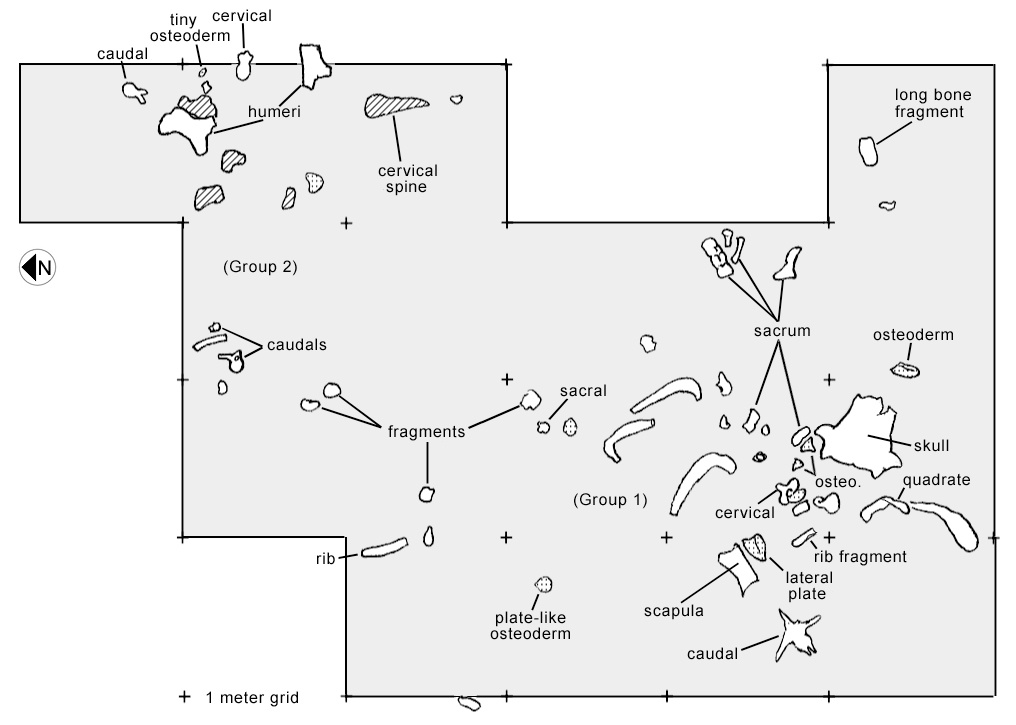
De verwarrende verzameling botten op de vindplaats die Penkalski aan twee taxa toewees

In 2013 besloot Paul Penkalski de ankylosauride beenderen apart als een soort te benoemen, meteen de schijnbaar nodosauride botten beschrijvend voor het geval dat ze erbij hoorden, wat hijzelf overigens niet de waarschijnlijkste interpretatie achtte. Hij benoemde de typesoort Oohkotokia horneri. De geslachtsnaam is afgeleid van ooh’kotoka, een woord uit de taal van de Blackfeet dat "rots" betekent. Met de uitgang ~ia erbij werd de bedoelde betekenis "kind van de rots", een verwijzing naar zowel de fossiele oorsprong als het lichaamspantser. De soortaanduiding eert de ontdekker Jack Horner die overigens van mening is dat het om één individu gaat en vanuit dat standpunt Penkalski heeft gestimuleerd de vondst als een apart taxon te benoemen. De naam is gepubliceerd in het elektronisch tijdschrift Acta Palaeontologica Polonica, zonder dat er een gedrukte versie van uitkwam; Oohkotokia is de eerste dinosauriër die volgens de veranderde regels van de ICZN zo geldig benoemd werd.
Het holotype, MOR 433, is gevonden in de bovenste Two Medicine Formation die dateert uit het late Campanien; de formatie is volgens metingen uit 1993 ongeveer vierenzeventig miljoen jaar oud. Het bestaat uit een gedeeltelijke schedel, wervels, een schouderblad en osteodermen van het pantser. De schedel is sterk verticaal platgedrukt.
Penkanski wees verschillende specimina aan de soort toe: MOR 363, een schedel; MOR 538; NSM PV 20381, een gedeeltelijk onbeschreven skelet; FPDM V-35, een onbeschreven skelet; TMP 2001.42.19; USNM 7943; en USNM 11892.

## Beschrijving
Oohkotokia is een vrij forse ankylosauride voor het Campanien, met een lichaamslengte van zo'n vijf meter.

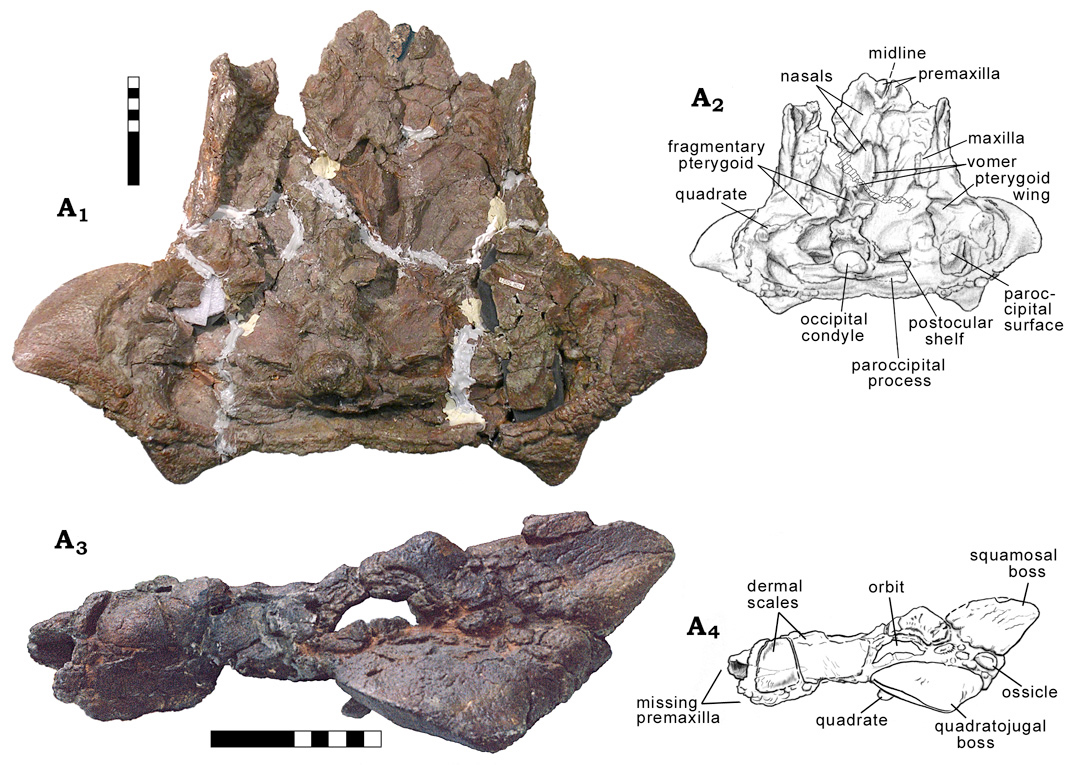
De schedel in verschillende aanzichten

Penkalski wist enkele onderscheidende kenmerken vast te stellen die op zich niet uniek zijn maar wel in combinatie. De middelste beenplaat op de snuit is klein en niet te onderscheiden van omringende osteodermen. De bulten op de squamosa aan de bovenste achterhoeken van de schedel steken ver uit als hoornvormige driehoeken, met de bouw van een tetraëder. De "kiel" op de bovenkant van deze uitsteeksels begint vooraan tamelijk vlek en loopt naar achteren afgerond uit. Hun punt steekt naar achteren en is afgerond zonder dat de kiel erover doorloopt. Hun achterzijde is plat tot licht bol en heeft geen richel. De bulten op de quadratojugalia op de onderste achterhoeken hebben een glad oppervlak en zijn sterk naar achteren gebogen. De dwarskam op het achterhoofd is van de zijkant af niet zichtbaar. De condylus occipitalis is klein met minder dan een zesde van de schedellengte. De oogkas is groot. In het algemeen zijn de osteodermen aan hun onderkant uitgehold met een glad, weinig geornamenteerd, buitenoppervlak. Die van de staart zijn driehoekig en hebben steile zijwanden.

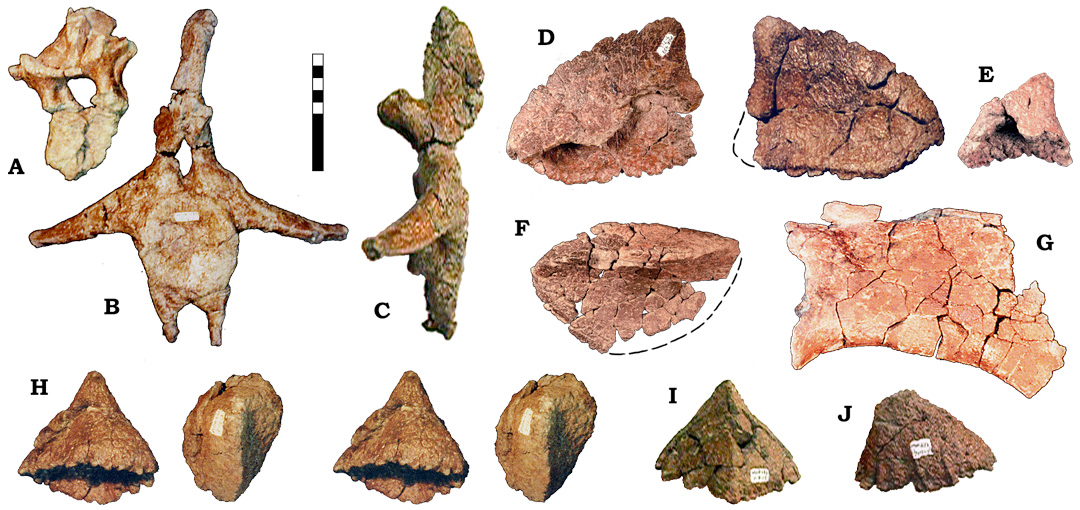
Bij B de staartwervel en bij D de zijdelingse osteoderm waarin volgens Penpalski Oohkotokia van Scolosaurus verschilde

Volgens Victoria Megan Arbour is de middelste beenplaat bij geen enkel exemplaar voldoende compleet bewaard gebleven om er de precieze vorm van vast te stellen. Ze erkende maar één kenmerk dat Oohkotokia van Euoplocephalus onderscheidt: de lange naar achteren buigende squamosale hoorns in de vorm van een driehoekspiramide. Dit kenmerk kan niet worden vergeleken met Scolosaurus daar het holotype daarvan de schedel mist. Wel delen beide taxa de bouw van de halsbergen met middelste segmenten die plat zijn met een lage centrale bult op een ronde basis. Penkalski gaf twee verschillen aan met Scolosaurus: extra typen osteodermen, namelijk lage ovale met asymmetrische kielen en scherpe driehoekige, en langere zijuitsteeksels van de staart. Arbour wees er echter op dat de lengte van het zijuitsteeksel bij staartwervels sterk afhangt van de positie in de reeks en bij MOR 433 is maar één staartwervel aangetroffen wat het onmogelijk maakt die positie te bepalen. Osteodermen van de afwijkende typen komen meestal voor op de zijden van de romp en de staart en juist die zijn bij het holotype van Scolosaurus niet bewaard gebleven. Arbour concludeerde dat Oohkotokia een jonger synoniem was van Scolosaurus.
In 2018 verdedigde Penkalski de geldigheid van Oohkotokia door erop te wijzen dat de middelste segmenten van de eerste halsberg bij het holotype van Scolosaurus niet bewaard zijn gebleven en dus in beginsel van Oohkotokia zouden kunnen verschillen.

## Fylogenie
Oohkotokia is door Penkalski in de Ankylosauridae geplaatst en daarbinnen weer in de Ankylosaurinae. Een exacte cladistische analyse leverde geen eenduidige positie in de stamboom van die groep op, maar had wel als uitkomst dat MOR 433 en USNM 11892 als aparte Operational Taxonomic Units ingevoerd bij elkaar een cluster vormden, wat hun behoren tot één soort lijkt te bevestigen.